# Anton Eduard van Arkel (1876–1966)
Anton Eduard van Arkel (Broek op Langedijk, 21 december 1876 – Gorssel, 11 juni 1966) was een Nederlands burgemeester.

## Leven en werk
Van Arkel werd in 1876 geboren als een zoon van de predikant Jan Dirk van Arkel en Cornelia Charlotta Pijnacker Hordijk. Na zijn gymnasiumopleiding begon hij zijn loopbaan als volontair bij de gemeentesecretarie van de Gelderse gemeente Elst. In 1902 werd hij benoemd tot gemeenteontvanger van Hoevelaken, een functie die hij vanaf 1904 combineerde met die van gemeentesecretaris. Drie jaar later werd hij benoemd tot burgemeester van deze gemeente. Na tien jaar burgemeester van Hoevelaken te zijn geweest volgde in 1917 zijn benoeming tot burgemeester van de toenmalige gemeente Ruurlo in de Achterhoek. Van deze plaats zou hij bijna vijfentwintig jaar het burgemeesterschap vervullen. Hij werd op zijn verzoek per 1 januari 1942 eervol ontslagen. Een eervol ontslag dat na de Tweede Wereldoorlog, in het kader van het rechtsherstel van burgemeesters, werd bevestigd.
Van Arkel trouwde op 15 januari 1903 te Rotterdam met Gijsbartha Wilhelmina van Klaveren. Hun zoon Anton Eduard zou van 1947 tot 1974 burgemeester van Vorden, eveneens in de Achterhoek, zijn.
Van Arkel was ridder in de Orde van Oranje-Nassau.